# Павлов, Василий Викторович
Васи́лий Ви́кторович Па́влов (род. 24 июля 1990, Куйбышев) — российский футболист, нападающий.

## Карьера
Первым профессиональным клубом в карьере Павлова стал самарский «Юнит», представлявший Второй дивизион России. Футболист дебютировал за клуб 24 сентября 2007 года в матче с нижегородской «Волгой» (0:4). В следующем сезоне он провёл первый матч в Кубке страны (против «Лады»), а 20 июня 2008 года забил свой дебютный гол в ворота «Нижнего Новгорода», что не помогло «Юниту» избежать проигрыша. Всего же в период с 2007 по 2008 годы Павлов сыграл за команду 14 игр во Втором дивизионе и забил 1 гол.
В августе 2008 года перешёл в «Академию» Тольятти. До конца сезона 2008 поучаствовал в 15 матчах и отметился двумя забитыми мячами, причём один из них он забил в ворота своего бывшего клуба — «Юнита». В следующем розыгрыше Второго дивизиона провёл 19 игр без забитых мячей, а в итоге «Академия» заняла последнее место в зоне «Урал-Поволжье». Футболист принял решение покинуть клуб и в апреле 2010 года перешёл в самарские «Крылья Советов». Там выступал за дублирующий состав, сыграл в первенстве России среди молодёжных команд 21 встречу и забил 5 голов.
В январе 2011 года подписал контракт с молдавской «Дачией», быстро получил место в основном составе. 8 июля того же года в матче на Суперкубок Молдавии забил единственный гол, что помогло его клубу впервые стать обладателем этого трофея. 20 июля он вышел на замену в игре против «Зестафони», которая проводилась в рамках второго квалификационного раунда Лиги чемпионов 2011/12. В том сезоне чемпионата Молдавии с 12 забитыми голами занял 4 место в списке бомбардиров, дважды оформив по дублю (в играх с «Олимпией» и «Академией УТМ»).
В 2013 году был в составе норвежского «Бранна». За команду провёл только два матча на кубок страны, в котором забил один гол.
В 2017 году стал участником футбольного реалити шоу «Кто хочет стать легионером» на канале Матч ТВ. В конце шоу был выбран турецким клубом «Аланьяспор». По итогам просмотра контракт с указанным клубом не заключил. В июле 2017 года перешёл в клуб «Зоркий» (Красногорск), выступающий в ПФЛ.
В феврале 2019 года подписал контракт с одесским «Черноморцем». 11 ноября того же года покинул команду.